# Ꝝ
Cette page contient des caractères spéciaux ou non latins. S’ils s’affichent mal (▯, ?, etc.), consultez la page d’aide Unicode.
Ꝝ (minuscule ꝝ) est une lettre additionnelle de l’alphabet latin utilisée en latin au Moyen Âge comme abréviation de -rom ou -rum.

## Utilisation
Le rum est aussi utilisé comme abréviation ou symbole de recipe (« recette ») et radix (« racine »).
Ce symbole a aussi été utilisé pour le symbole astronomique de Jupiter ‹ ♃ › ou le symbole de l’étain ‹ 🜩 ›.
L’abbréviation rum a plusieurs formes : un ʀ ‹ ꝶ ›, un r minuscule romain ‹ ꝵ › ou un r gothique ‹ ꝝ ›, chacun tranché d’une barre diagonale généralement en forme de 7.

## Représentations informatiques
Le rum de ronde peut être représenté avec les caractères Unicode (latin étendu D) suivants :
| formes    | représentations | chaînes de caractères | points de code | descriptions                         |
| --------- | --------------- | --------------------- | -------------- | ------------------------------------ |
| capitale  | Ꝝ               | Ꝝ                     | U+A75C         | lettre majuscule latine rum de ronde |
| minuscule | ꝝ               | ꝝ                     | U+A75D         | lettre minuscule latine rum de ronde |